# Блум, Верна
Верна Блум (7 августа 1939, Линн, Массачусетс — 9 января 2019, Бар-Харбор, Мэн) — американская актриса.

## Биография
Блум родилась в штате Массачусетс 7 августа 1939 года. После окончания Университета Бостона она начала актёрскую карьеру в местном театре, а в середине 1960-х годов перебралась в Нью-Йорк, где приобрела популярность благодаря постановкам на Бродвее.
Мечтой актрисы всегда было сыграть в паре с легендарным американским певцом и актёром Фрэнком Синатрой. Её желание исполнилось в 1977 году во время съемок картины «Контракт на Черри-стрит».
Верна Блум известна по таким фильмам, как «Бродяга высокогорных равнин» (режиссёр Клинт Иствуд), «Рука напрокат» (режиссёр Питер Фонда), «Холодным взором», «Последнее искушение Христа», «Уличные сцены 1970 года» и «После работы» (режиссёр Мартин Скорсезе).
Актриса долгое время страдала от деменции. У неё остались муж, с которым она прожила в браке 49 лет, и сын.